# Камышовничек обыкновенный
Камышовничек обыкновенный (лат. Schoenoplectiella supina) — вид травянистых растений рода Камышовничек (Schoenoplectiella) семейства Осоковые (Cyperaceae).

## Ботаническое описание
Однолетнее травянистое растение с тонкими мочковатыми корнями и значительным числом более или менее раскинутых цилиндрических стеблей 5—15 см высотой и ¾ мм толщиной, одетых при основании 3, реже 2 влагалищами, из которых нижнее буроватое, расколотое, на верхушке тупое; верхние — более длинные трубчатые бледно-зелёные, расколотые лишь в верхней части и несущие на конце небольшую (1—10 мм длиной) узколинейную желобчатую листовую пластинку.
Колоски с значительным числом цветков, продолговато-яйцевидные, 5—8 мм длиной и 2,5 мм шириной, скученные по 2—10 пучками, выходящими из расколотого при основании в виде влагалища верхушечного (прицветного) листа, составляющего непосредственное продолжение стебля, отчего соцветие кажется боковым. Этот верхушечный лист почти цилиндрический, с одной стороны неглубоко желобчатый, во много раз длиннее соцветия, 3,5—10 см длиной. Прицветные чешуйки буроватые с зеленоватой срединной полоской, широкоэллиптические, на верхушке с маленьким шиповидным заострением, 2,5—3 мм длиной и 1½—1¾ мм шириной. Околоцветных щетинок нет; рылец 3. Орешек обратно-широкояйцевидный, почти 3-гранный, с резкими поперечными морщинками, на верхушке с маленьким остатком столбика, буровато-чёрный, около 1⅓ мм длиной и почти такой же ширины или немного уже.

## Распространение и экология
Евразия, Африка и Южная Америка. Растёт по сырым и влажным песчаным или оглеенно-песчаным, часто солонцеватым местам, на берегах водоёмов, у дорог.

## Синонимы
- Cyperus supinus (L.) Missbach & E.H.L.Krause (1900)
- Heleophylax supinus (L.) Schinz & Thell. (1908)
- Isolepis pentasticha Boeckeler (1859)
- Isolepis simillima Steud. (1855)
- Isolepis striolata Nees ex Boeckeler (1870)
- Isolepis supina (L.) R.Br. (1810)
- Schoenoplectus supinus (L.) Palla (1888)
- Scirpus adscendens Willd. ex Kunth (1837)
- Scirpus guaraniticus Pedersen (1961)
- Scirpus halleri Vitman (1789)
- Scirpus lateralis Forssk. (1775)
- Scirpus mucronatus Roxb. (1820), nom. illeg.
- Scirpus natans Bojer (1837), nom. illeg.
- Scirpus polycoleus De Not. (1847)
- Scirpus supinus L. (1753)basionym
- Scirpus tristachyos Zoll. ex Steud. (1855), nom. inval.